# Arciom Padasinau
Arciom Alaksandrawicz Padasinau, biał. Арцём Аляксандравіч Падасінаў (ur. 4 stycznia 1989 w Homlu) – białoruski piłkarz ręczny, bramkarz, od 2019 gracz francuskiego Billère Handball.

## Kariera sportowa
Występował w Dynamie Mińsk i w latach 2011–2012 w Maszece Mohylew. W latach 2012–2016 był graczem SKA Mińsk. Z zespołem tym wygrał rozgrywki Challenge Cup (2012/2013), a także trzy razy triumfował w Baltic Handball League. Ponadto w sezonie 2015/2016 występował w fazie grupowej Pucharu EHF. W 2016 trafił do HK Homel. W lipcu 2018 został zawodnikiem MKS-u Kalisz, z którym podpisał roczny kontrakt. W sezonie 2018/2019, w którym rozegrał w Superlidze 24 mecze, bronił ze skutecznością 29,1% (112/385). W 2019 przeszedł do francuskiego Billère Handball.
W 2009 uczestniczył w mistrzostwach świata U-21 w Egipcie, w których rozegrał siedem meczów, broniąc ze skutecznością 26% (37/142).
Reprezentant Białorusi. Uczestniczył w przygotowaniach kadry narodowej do mistrzostw Europy w Chorwacji (2018), grając w turniejach towarzyskich w Polsce (28–29 grudnia 2017; debiut w wygranym spotkaniu z Japonią) i w Hiszpanii (5–7 stycznia 2018). Znalazł się wśród trzech bramkarzy (obok Mackiewicza i Sałdacienki), którzy pojechali na mistrzostwa Europy, lecz jako jedyny nie wystąpił w żadnym meczu.

## Sukcesy
SKA Mińsk
- Challenge Cup: 2012/2013
- Baltic Handball League: 2012/2013, 2013/2014, 2014/2015